# Лауфбергер, Фердинанд
Фердинанд Юлиус Лауфбергер (нем. Ferdinand Julius Laufberger; 16 февраля 1829[…], Богосудов — 16 июля 1881[…], Вена) — австрийский художник и график.

## Биография
Профессиональное образование получил в Пражской академии изящных искусств и затем — в Венской академии художеств. Мастер жанровой живописи. В 1855 году по заказу австрийского отделения фирмы Ллойд совершил путешествие по дунайским странам, завершившимся в Константинополе. В этой поездке Ф. Лауфбергер должен был создать серию эскизов о нравах и обычаях, а также повседневной жизни и достопримечательностях в дунайских княжествах, которые затем должны были быть переработаны и выпущены из печати в виде гравюр. Работа была выполнена весьма удачно и принесла молодому мастеру признание. Получив стипендию венской Академии для продолжения образования за рубежом, художник отправился в поездку по культурным центрам Германии, Бельгии и Италии, в 1862 году он приехал в Париж, где остался на 15 месяцев. Посещая Лувр, Ф. Лауфбергер начал писать крупноформатное полотно «Посетители в Лувре». В 1865 году ему поручили роспись занавеса для театра Комеди-Опера. В 1868 году художник стал профессором живописи в новом Венском художественно-ремесленном училище, открытом при Австрийском музее. Среди учеников Лауфбергера был Густав Климт. Помимо преподавательской деятельности Лауфбергер участвовал в оформлении интерьеров зданий на возводившейся в то время венской Рингштрассе. После окончания работ над занавесом выполнил различные декоративные работы. После строительства нового здания для Музея прикладного искусства в Вене занимался работой над одним из фризов сооружения, а также расписывал фресками лестничное помещение от входа в музей (изображение Венеры, выходящей из морских вод, окружённой Искусствами). Как живописец, предпочитал изображать преимущественно жанровые сценки, зачастую юмористические. Среди таких его работ следует назвать:
- Путешественник перед крестьянским хутором (1859)
- Учёный-самоучка наблюдает солнечное затмение (1858)
- Старый холостяк (1860)
- Уютное местечко (1861)
- Геновева в лесу (1861)
- Летний вечер в Пратере (1864)

По заказу промышленника Карла Гейлинга Ф. Лауфбергер выполнил витражи на картоне для здания, посвящённого австрийской индустрии на Всемирной выставке в Вене (с восседающей на троне аллегорической фигурой Австрии в центре). Известен также как график. В 1889 году в честь художника был назван один из венских переулков в Леопольдштадте — Лауфбергергассе.

## Галерея

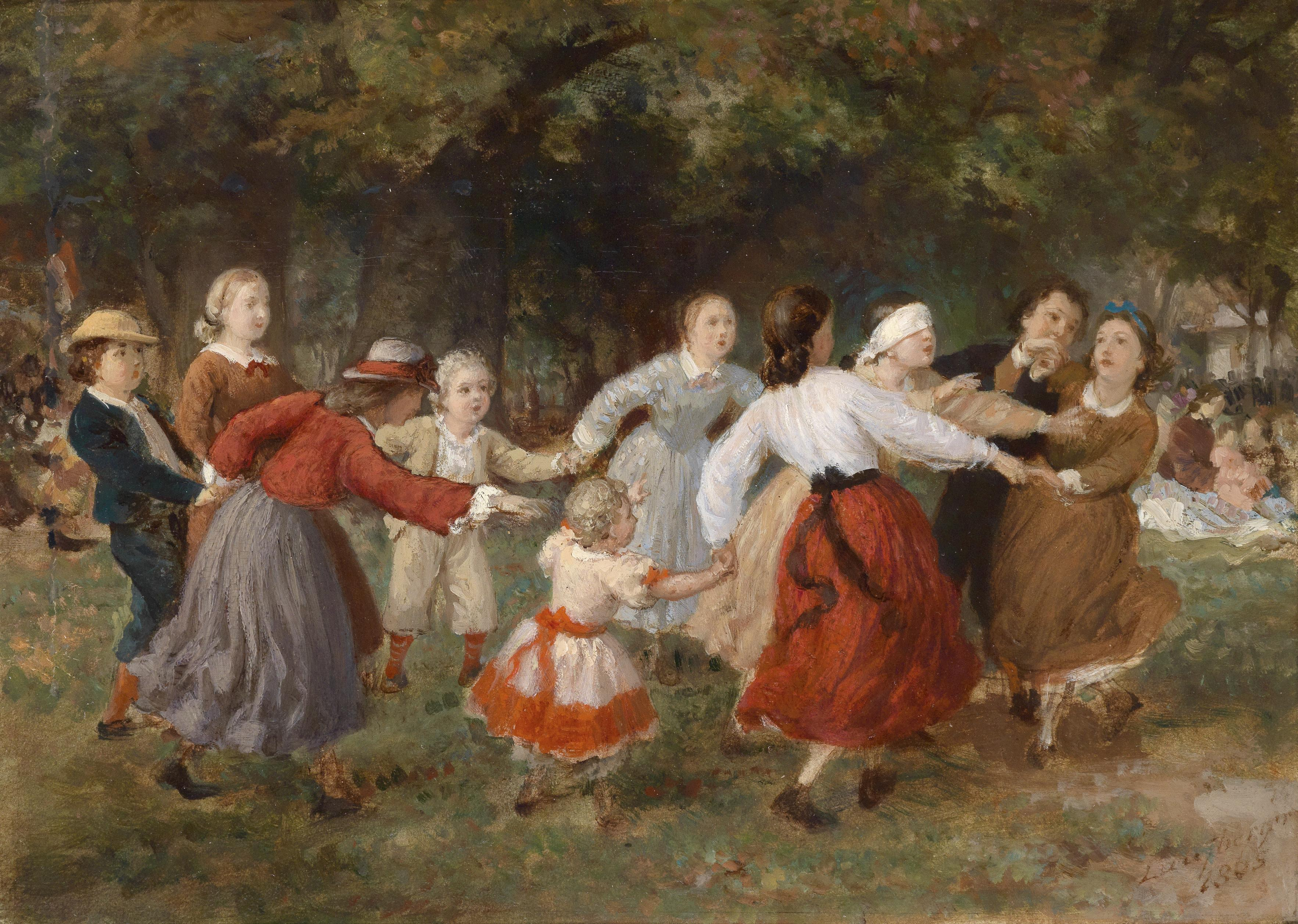
Игра в жмурки. 1865
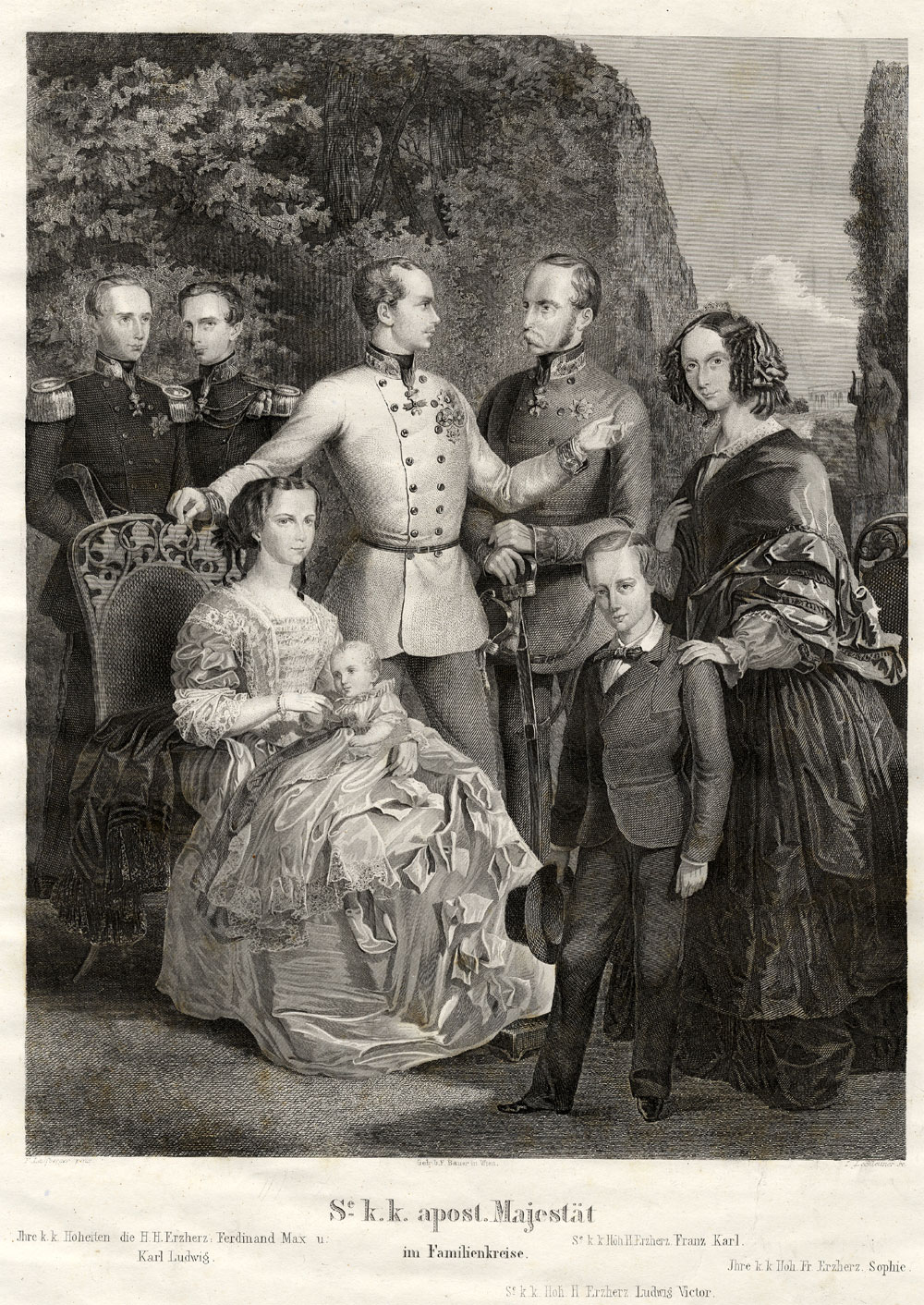
Император Франц Иосиф I в кругу семьи. Ок. 1856